# بابلو بينغوتشيا
بابلو بينغوتشيا (بالإسبانية: Pablo Bengoechea)‏ (مواليد 27 يونيو 1965) هو لاعب كرة قدم. يلعب مع منتخب الأوروغواي لكرة القدم. سبق له أن لعب في كأس العالم لكرة القدم مع منتخب بلاده.

## روابط خارجية
- بابلو بينغوتشيا على موقع الاتحاد الدولي (مؤرشف)  (الإنجليزية)
- بابلو بينغوتشيا على موقع قاعدة بيانات كرة القدم.إي يو (الإنجليزية)
- بابلو بينغوتشيا على موقع ناشيونال فوتبول تيمز (الإنجليزية)
- بابلو بينغوتشيا على موقع Soccerway.com (الإنجليزية)